# オスカル・ビョルク
オスカル・ビョルク（Oscar Gustaf Björck、1860年1月15日 - 1929年12月5日）はスウェーデンの画家である。スウェーデン王立美術大学( Akademien för de fria konsterna)の教授を務めた。

## 略歴
ストックホルムで生まれた。1877年から1882年の間、ストックホルムのペルセウス(Edvard Perséus)の美術学校で学んだ。この時代、歴史画を描き、1882年に賞(Royal Medal)を得た。1883年に奨学金を得て、1883年の冬はパリで学び、翌年はミュンヘンで肖像画を描き、1885年はヴェネツィアや、ローマで多くの作品を描いた。これらの作品はスウェーデン国立美術館やワシントンのナショナル・ギャラリー・オブ・アートなどに収められている。
1882年にパリでデンマークの画家、ペーダー・セヴェリン・クロイヤーと出会い、クロイヤーに勧められて、その年の夏から、1883年、1884年の夏はデンマークの画家たちが集まったデンマーク最北端の町スケーエン(Skagen)で過ごした。画家のミカエル・アンカーやアンナ・アンカー、ホルガー・ドラクマンらと親交を深め、快適な生活を送り、この間、クロイヤーの影響を受けた風景画も描いた。
1888年からストックホルムで暮らし、主に肖像画を描いた。1898年にスウェーデン王立美術大学の教員となり、1898年に教授となった。1897年のストックホルム世界博(General Art and Industrial Exposition of Stockholm)や1914年にスウェーデンのマルメで、バルト海沿岸の4カ国が参加して開かれたバルト海展覧会(Baltic Exhibition)の開催企画者を務めた。

## ビョルクの作品

### 人物画

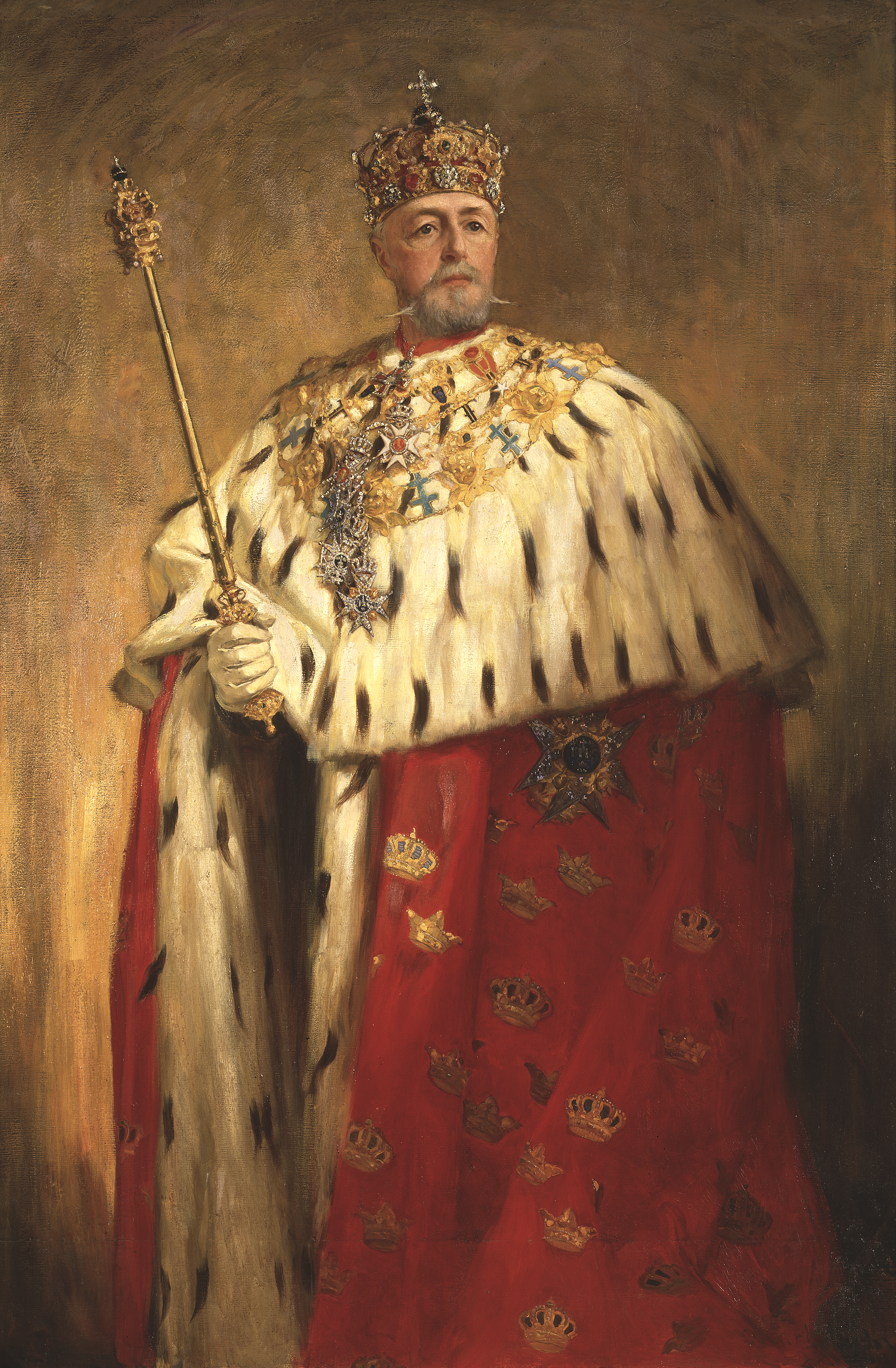
オスカル2世の肖像画
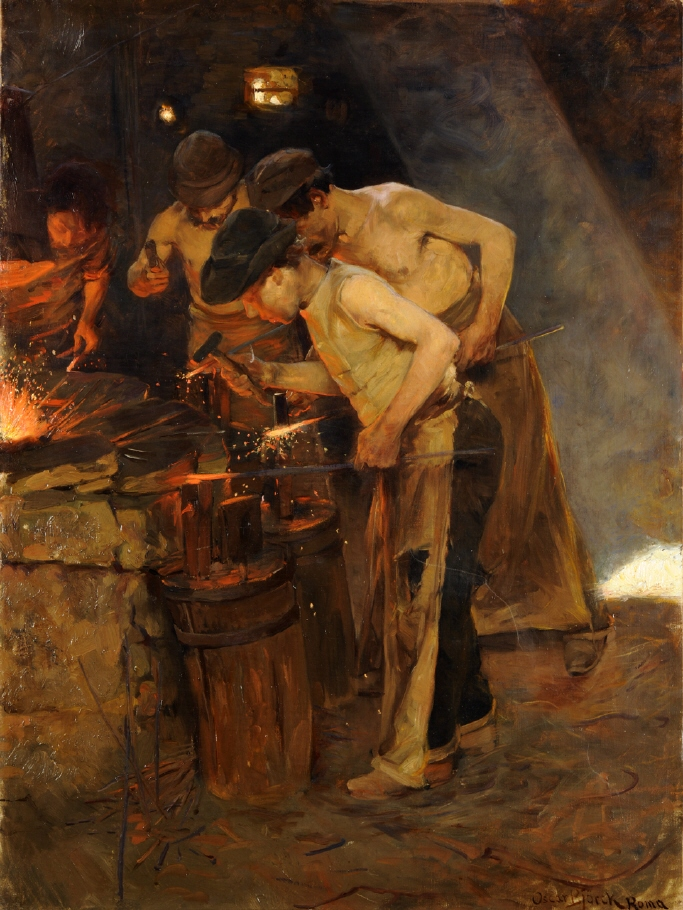
ローマの鍛冶屋
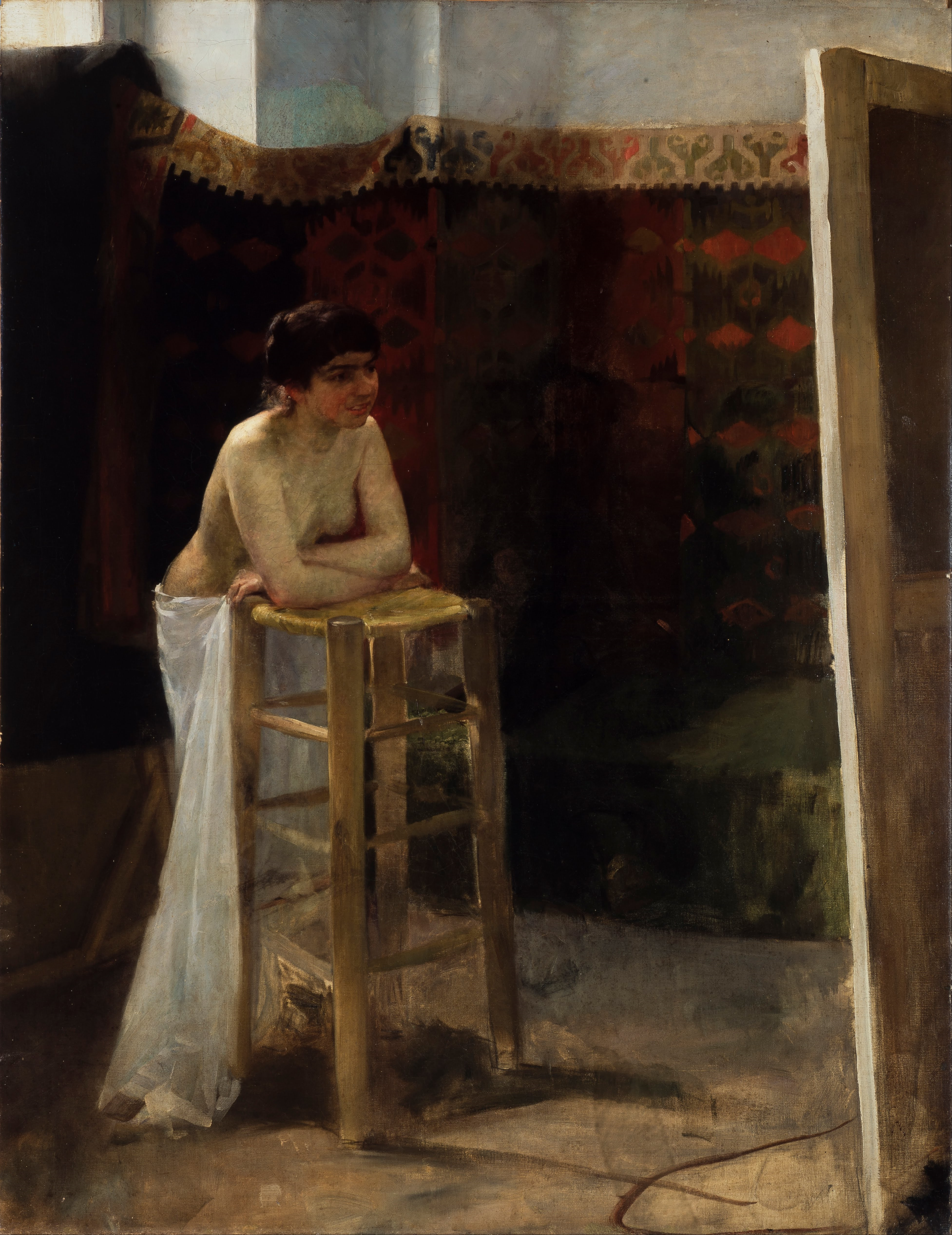
女性像
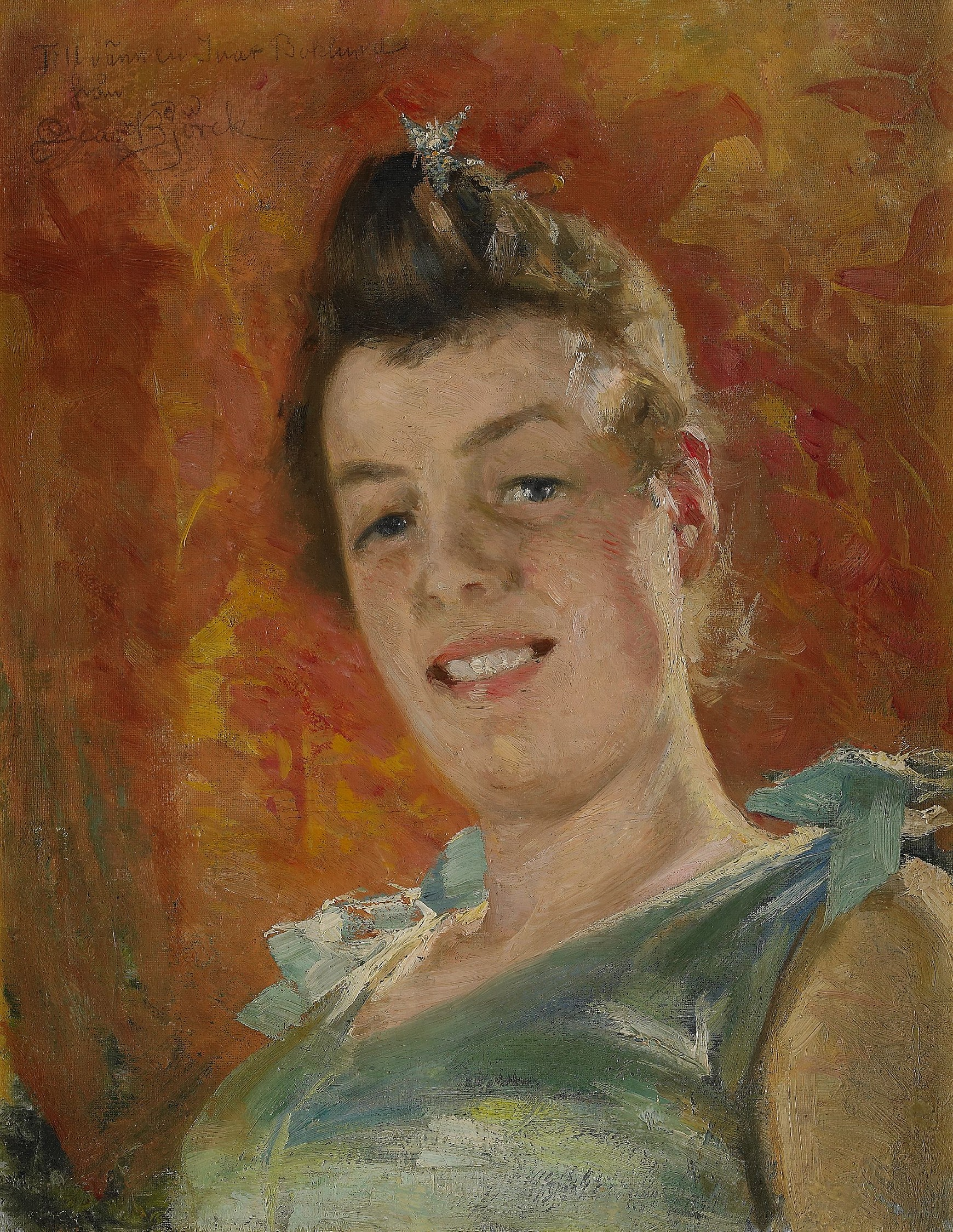
女性像

### 風景画

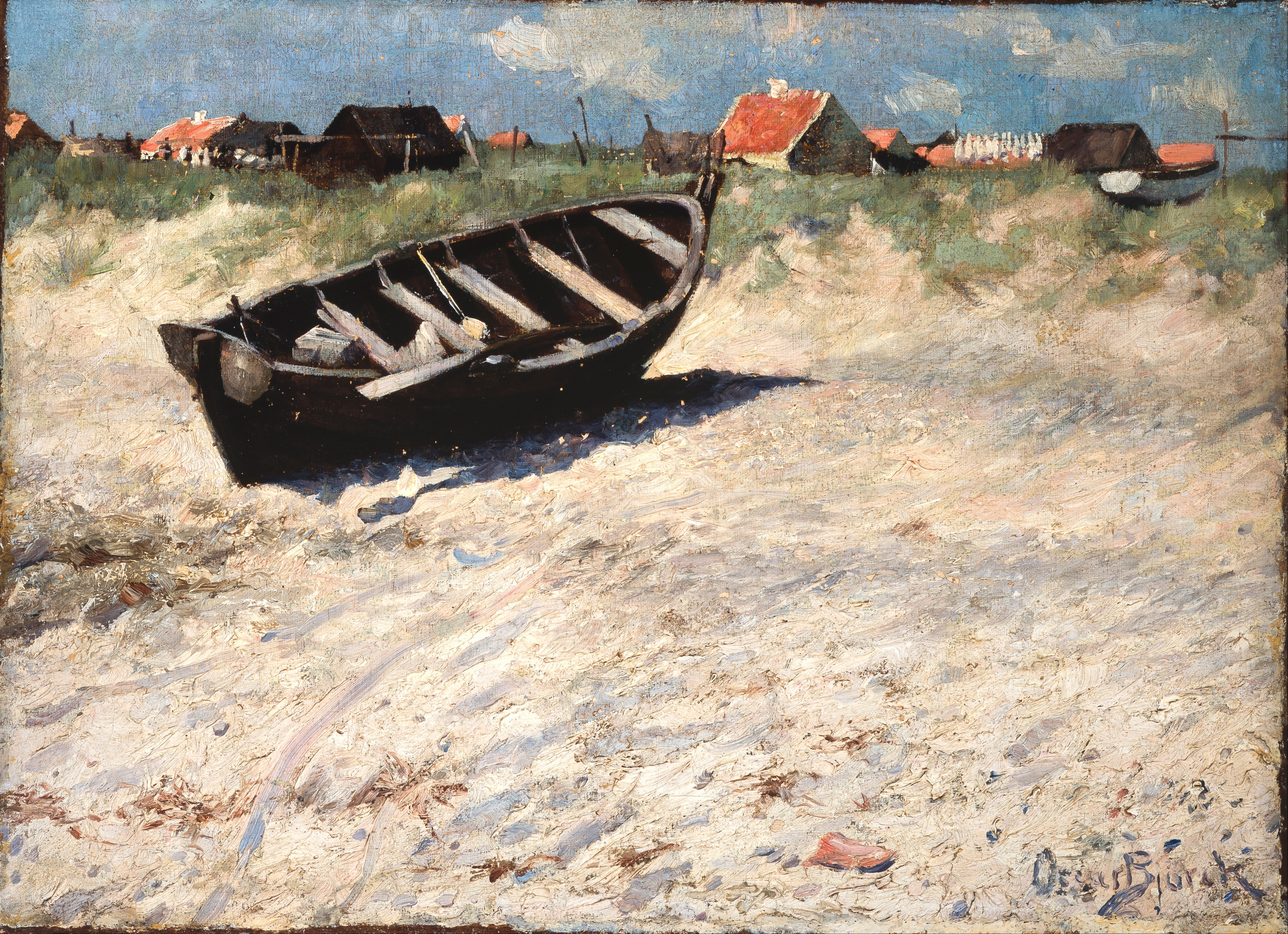
スケーエン海岸のボート
スケーエン海岸での出航
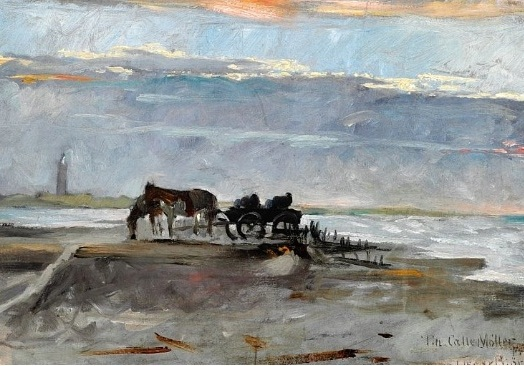
スケーエン海岸の灯台